# Universität „Magna Graecia“ Catanzaro
Die Universität Magna Graecia (italienisch: Università degli Studi "Magna Graecia" di Catanzaro) ist eine italienische Universität in Catanzaro. Sie ist eine der drei staatlichen Universitäten in der Region Kalabrien und wurde 1998 gegründet.
Der neu errichtete Campus der Universität befindet sich im Stadtviertel Germaneto etwa 6 km westlich vom Zentrum der Stadt Catanzaro entfernt.
Die noch relativ junge Universität wird derzeit von ungefähr 11.000 Studierenden besucht und ist in vier dipartimenti – Fachbereiche gegliedert.

## Dipartimenti – Fachbereiche
- Jura, Wirtschaft und Soziologie
- Experimentelle und klinische Medizin
- Medizin und Chirurgie
- Gesundheitswissenschaften

## Rektoren
- Salvatore Venuta (1998–2007)
- Francesco Saverio Costanzo (2007–2011)
- Aldo Quattrone (2011–2017)
- Giovambattista De Sarro (seit 2017)

## Einzelbelege
1. ↑  Rettore sessennio 2017/2023 - Prof. Giovambattista De Sarro. Abgerufen am 15. Juli 2023 (italienisch).
2. ↑  USTAT: Esplora i dati. Abgerufen am 30. März 2022.